# 159e régiment d'artillerie
Le 159e régiment d'artillerie est une unité de l'armée française. Il est formé à la fin de la Première Guerre mondiale sous le nom 159e régiment d'artillerie à pied (159e RAP) et hérite des traditions du 9e régiment d'artillerie à pied. Dissout pendant l'entre-deux-guerres, il est recréé en 1937 pour servir comme 159e régiment d'artillerie de position sur la ligne Maginot. Il combat au début de la Seconde Guerre mondiale.

## Création et différentes dénominations
- octobre 1918 : création

## Chef de corps
- 1918 : lieutenant-colonel Terrier[1]

## Historique du159erégiment d'artillerie
Le 159e régiment d'artillerie à pied est créé en octobre 1918, à partir d'éléments de 8e et 9e RAP. Il reprend les traditions de ce dernier. Il est formé trop tard pour participer aux derniers combats de la Première Guerre mondiale,. À la suite de la dissolution des unités d'artillerie de tranchée, le groupe D du 176e RAT rejoint le 159e RAP le 20 août 1919.
Le régiment revient à Belfort en octobre 1919 puis est dissout en 1924 et ses éléments forment le 169e régiment d'artillerie à pied.
Le 159e régiment d'artillerie de position renaît en 1937 à Belfort à partir d'élément du 188e régiment d'artillerie lourde à tracteurs[réf. souhaitée] Il est chargé de l'appui du secteur fortifié de Colmar, de celui du Jura et de la région fortifiée de Belfort. En 1938, il prend le nom de 159e régiment d'artillerie de position[réf. souhaitée]. 
Au moment de la mobilisation, il se dédouble et donne naissance au 170e régiment d'artillerie de position. Il pourvoit les secteurs fortifiés de Mulhouse, d'Altkirh, du Jura et la région fortifié de Belfort. Devant l'immobilisme du front sur la ligne Maginot, il n'utilise quasiment pas ses canons qu'il détruit en juin 1940 avant de se replier à pied sur Belfort. La majorité du régiment sera capturé dans la région de Belfort entre le 18 et 26 juin[réf. souhaitée] à part quelques éléments qui gagnent la Suisse.

## Traditions

### Drapeau

Le revers de l'étendard du régiment.

Le drapeau du 159e régiment d'artillerie porte les inscriptions, reprise de celles du 9e RAP, cousues en lettres d'or dans ses plis, les inscriptions suivantes ::
- Dantzig 1813
- Kustrin (1813)
- Alsace 1915-1918

### Insigne
L'insigne, conçu dans les années 1920, reprend le symbole du Lion de Belfort.